# Anatoli Stepanowitsch Djatlow
Anatoli Stepanowitsch Djatlow (russisch Анатолий Степанович Дятлов; * 3. März 1931 in Atamanowo, Sowjetunion; † 13. Dezember 1995) war ein sowjetischer Ingenieur. Er war stellvertretender Chefingenieur des Kernkraftwerkes Tschernobyl und Leiter des Versuchs, der zur Nuklearkatastrophe von Tschernobyl führte.

## Frühes Leben
Anatoli Stepanowitsch Djatlow wurde 1931 in Atamanowo, 60 km nordöstlich von Krasnojarsk, geboren. Sein Vater war ein Kriegsinvalide aus dem Ersten Weltkrieg, der als Tonnenwart auf dem Jenissei arbeitete, seine Mutter war Hausfrau.:3 Mit 14 Jahren riss er von zuhause aus. Zuerst besuchte er in Norilsk die technische Fachschule für Bergbau und Metallurgie, Fachbereich Elektrotechnik, in der er einen Abschluss mit Auszeichnung erhielt. In Norilsk arbeitete er für drei Jahre bei einem Minsredmasch-Unternehmen, bevor er am Moskauer Institut für Technische Physik MIFI weiterstudierte. Im Jahr 1959 schloss er sein Studium mit einer Spezialisierung auf Automatisierung und Elektronik ab, um daraufhin in einer Werft in Komsomolsk am Amur zu arbeiten. In der Werft war Djatlow im Labor 23 beschäftigt, wo Kernreaktoren in U-Boote eingebaut wurden. Dort wurde er bei einem Unfall einer großen Strahlendosis ausgesetzt. Kurz darauf starb sein Sohn an Leukämie.

## Arbeit in Tschernobyl
1973 zog Djatlow nach Prypjat, Ukraine, um seine neue Arbeit im Kernkraftwerk Tschernobyl aufzunehmen. In den 13 Jahren bis zur Reaktorkatastrophe stieg er vom stellvertretenden Leiter einer Reaktorhalle bis zum stellvertretenden Chefingenieur des Kraftwerks auf. Am 26. April 1986 wurde im Block 4 des Kernkraftwerks Tschernobyl ein Test der Notstromversorgung durchgeführt. Der Schichtleiter Akimow und der Ingenieur Leonid Toptunow  lehnten die Durchführung des letztlich zum Unglück von Tschernobyl führenden Tests aufgrund des Zustands des Reaktors ab, Akimow wurde von Djatlow als Vorgesetztem mit der Drohung einer Kündigung aber zur Fortsetzung des Tests angehalten. Djatlow wurde während des Unglücks einer Strahlendosis von 3,9 Sv ausgesetzt und entwickelte Symptome einer schweren Strahlenkrankheit. Bis Anfang November 1986 blieb er im Krankenhaus und wurde einen Monat nach seiner Entlassung verhaftet.

## Schuldfrage
Er bekannte sich des „kriminellen Leitens eines potenziell explosionsgefährlichen Versuchs“ schuldig und wurde im Juli 1987 zu zehn Jahren Haft verurteilt, aus der er wegen seines schlechten Gesundheitszustandes 1990 frühzeitig entlassen wurde. Djatlow schrieb in seinem Buch sowie in einem Artikel in Nuclear Engineering International, dass nicht das Kraftwerkspersonal, sondern die Konstruktionsweise des Reaktors für die Katastrophe verantwortlich gewesen sei. Der Bericht der International Nuclear Safety Advisory Group vom November 1992 stützt diese Sichtweise, bemängelt aber die fehlende Sicherheitskultur der sowjetischen Nuklearindustrie.
1994 berichtete Djatlow in einem ausführlichen Video-Interview über den Tag des Unglücks und seine Handlungen nach der Explosion.
Nachdem sich Djatlow zur medizinischen Behandlung unter anderem nach Deutschland begeben hatte, starb er am 13. Dezember 1995 im Alter von 64 Jahren an Herzversagen.

## Ehrungen
- Orden des Roten Banners der Arbeit[2]

## Darstellungen in den Medien
Djatlow wurde 2004 im Dokumentarfilm Disaster at Chernobyl aus der Reihe Zero Hour von Igor Slawinski, 2006 in der BBC-Produktion Chernobyl Nuclear Disaster aus der Reihe Surviving Disaster von Roger Alborough und 2019 in der HBO-Miniserie Chernobyl von Paul Ritter dargestellt.